# Petrel gigant
Petrelii giganți formează un gen, Macronectes, din familia Procellariidae, care constă din două specii vii și una dispărută. Acestea sunt cele mai mari păsări din această familie. Ambele specii existente din acest gen sunt originare din emisfera sudică. Petrelii uriași sunt prădători și necrofagi extrem de agresivi. Este singurul membru al familiei sale care poate merge pe uscat.

## Etimologie
Macronectes provine din cuvintele grecești makros care înseamnă „lung” și nēktēs care înseamnă „înotător”. De asemenea, petrel provine de la Sfântul Petru și de la povestea mersului său pe apă, deoarece par să alerge pe apă atunci când decolează.

## Taxonomie
Genul Macronectes a fost introdus în 1905 de ornitologul american Charles Wallace Richmond pentru a găzdui ceea ce este acum petrelul gigant sudic. Acesta a înlocuit genul anterior Ossifraga, despre care s-a constatat că fusese aplicat anterior unui alt grup de păsări.
Petrelii uriași actuali sunt două păsări marine mari din genul Macronectes. Considerate mult timp ca fiind conspecifice (nu au fost stabilite ca specii separate până în 1966), cele două specii, petrelul gigant sudic, M. giganteus, și petrelul gigant nordic, M. halli, sunt considerate împreună cu cele două specii de fulmar, Fulmarus, ca formând un subgrup distinct în cadrul Procellariidae și, incluzând petrelul antarctic, petrelul din Cap și petrelul de zăpadă, formează un grup separat de restul familiei.
Un petrel gigant fosil, Macronectes tinae, este cunoscut din epoca pliocenă din Noua Zeelandă.

### Specii
- Macronectes giganteus
- Macronectes halli
- Macronectes tinae